# Łzawnik złocistozarodnikowy

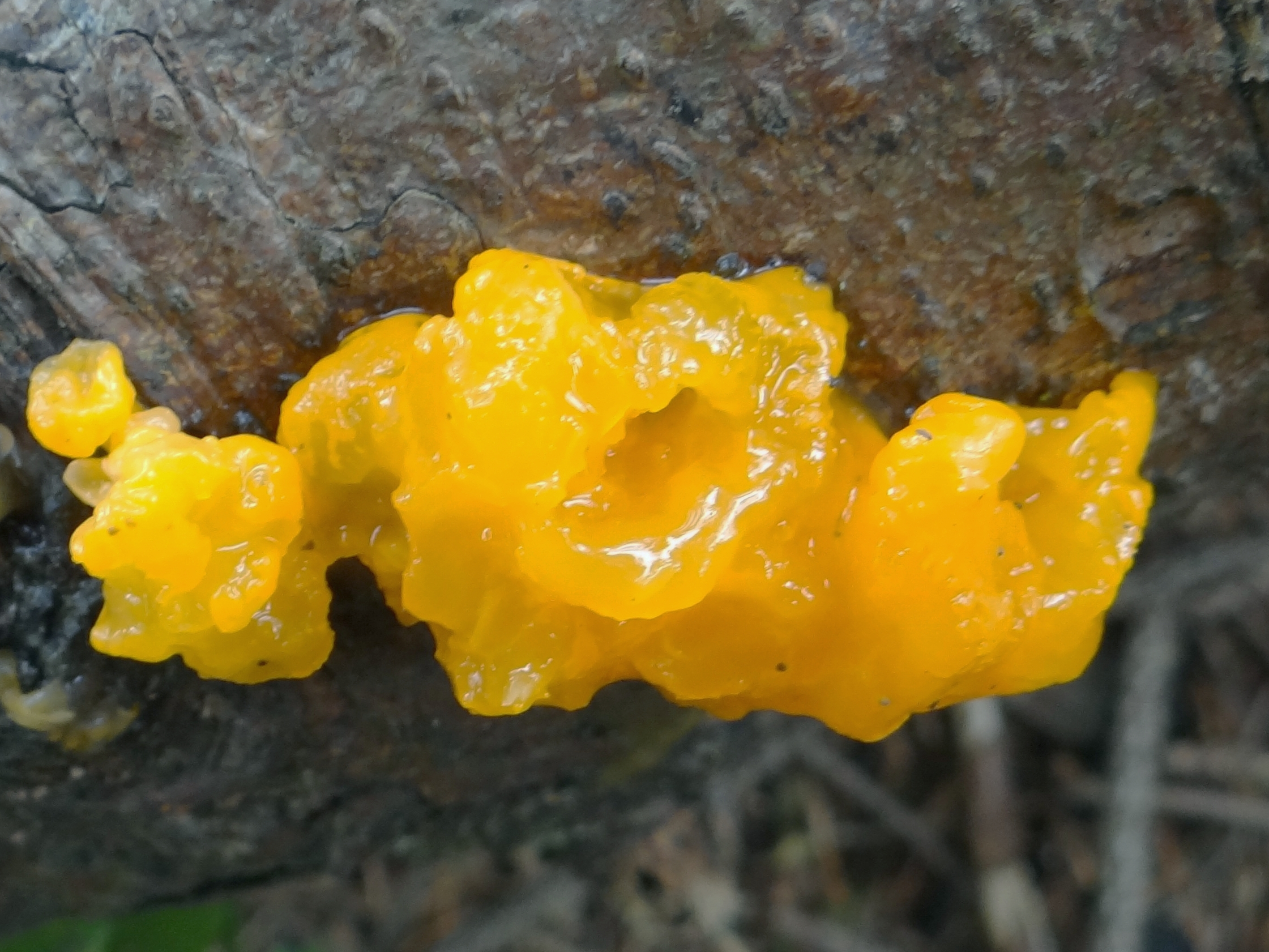
Łzawnik złocistozarodnikowy na pniu jodły

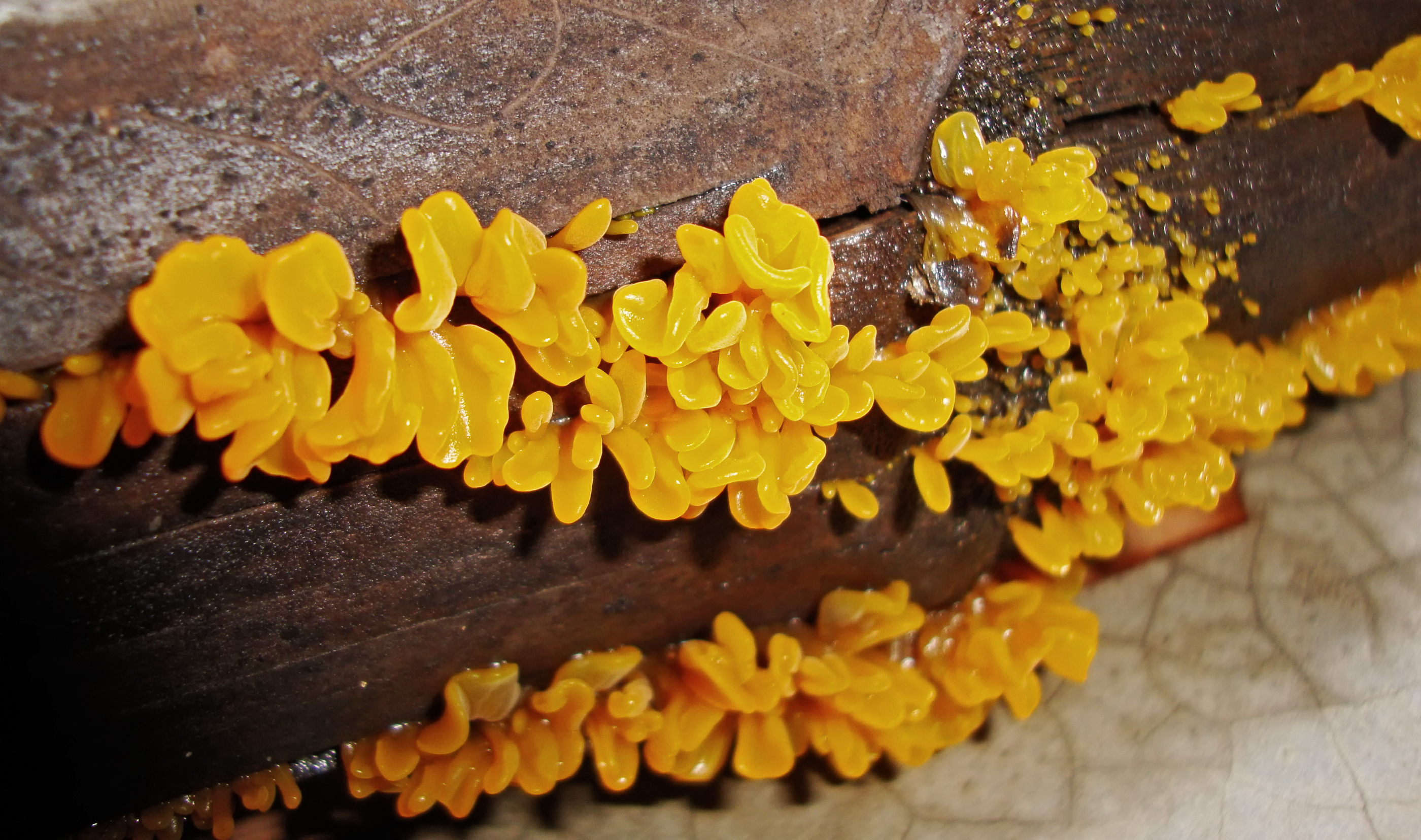
Rozwija się często na drewnie bez kory

Łzawnik złocistozarodnikowy (Dacrymyces chrysospermus Berk. & M.A. Curtis) – gatunek grzybów z rodziny łzawnikowatych (Dacrymycetaceae).

## Systematyka i nazewnictwo
Pozycja w klasyfikacji według Index Fungorum: Dacrymyces, Dacrymycetaceae, Dacrymycetales, Incertae sedis, Dacrymycetes, Agaricomycotina, Basidiomycota, Fungi.
Po raz pierwszy takson ten zdiagnozowali w 1873 r. M. J. Berkeley i PW. Curtis. 
Niektóre synonimy:
- Dacrymyces palmatus (Schwein.) Burt 1921
- Dacryopsis palmata (Schwein.) Lloyd 1920
- Tremella palmata Schwein. 1832

Nazwę polską nadał Władysław Wojewoda w 2003. W polskim piśmiennictwie mykologicznym gatunek ten opisywany był też jako łzawnik złożonozarodnikowy.

## Morfologia
Owocnik
Owocniki wytwarzane przez ten gatunek są największe spośród wszystkich z tego rodzaju. Mają szerokość do 5 cm i wysokość do 2 cm. Początkowo są kuliste, później w miarę wzrostu i rozwoju stają się pofałdowane, głęboko pomarszczone, czasami podobne do małżowiny ucha lub klapowane. Powierzchnia jest lśniąca, lepka i gładka, przy dużym powiększeniu jednak chropowata. Ma barwę pomarańczowo-żółtą, podczas wysychania staje się pomarańczowo-czerwona, lub czerwono-brązowa. Konsystencja galaretowata, brak wyraźnego smaku i zapachu.
Cechy mikroskopowe
Podstawki dwuzarodnikowe, rozwidlone. Zarodniki elipsoidalne, lekko wygięte, o gładkiej powierzchni i wymiarach 13–23 × 6–8 μm, pozbawione pory rostkowej. Po dojrzeniu składające się z 4–8 komórek ułożonych w szereg. Wysyp zarodników barwy złocisto-żółtej, nieamyloidalny.

## Występowanie i siedlisko
Występuje w Ameryce Północnej i w Europie. Saprotrof rozwijający się w drewnie i owocnikujący na jego powierzchni. Rośnie na obumarłych pniach świerków i jodeł, w górach i na wyżynach (na nizinach nienotowany). Wytwarza owocniki od lipca do listopada, ale czasami także w czasie bezśnieżnej zimy, w okresie ciepłej, deszczowej pogody. Rozwija się na najczęściej na drewnie bez kory, lub w szczelinach kory.
W Polsce gatunek rzadki. Znajduje się na Czerwonej liście roślin i grzybów Polski. Ma status V – gatunek narażony na wymarcie.

## Gatunki podobne
- trzęsak pomarańczowożółty (Tremelluus mesentericum. Morfologicznie jest bardzo podobny, ale jest większy i występuje na drewnie liściastym, zwłaszcza na drewnie z nienaruszoną korą. Gatunki te mimo zewnętrznego podobieństwa nie są z sobą blisko spokrewnione i istnieją duże różnice w ich budowie mikroskopowej[5].